# Řeka Ostravice
Řeka Ostravice este o arie protejată (arie specială de conservare — SAC, sit de importanță comunitară — SCI) din Republica Cehă întinsă pe o suprafață de 203,34 ha, integral pe uscat.

## Localizare
Centrul sitului Řeka Ostravice este situat la coordonatele 49°38′36″N 18°21′57″E / 49.643333°N 18.365833°E.

## Înființare
Situl Řeka Ostravice a fost declarat sit de importanță comunitară în aprilie 2005 pentru a proteja 1 specie de animale. Situl a fost protejat și ca arie specială de conservare în septembrie 2016.

## Biodiversitate
Situată în ecoregiunea continentală, aria protejată conține 2 habitate naturale: Râuri de munte și vegetația erbacee de pe malurile acestora, Râuri de munte și vegetația lor lemnoasă cu Salix elaeagnos.
La baza desemnării sitului se află o specie protejată de  pești: zglăvoacă (Cottus gobio).